# 좋아하는 벌레
〈좋아하는 벌레〉(일본어: 好きだ虫 스키다무시[*])은 일본의 여성 아이돌 그룹 NMB48의 27번째 싱글 앨범으로, 2022년 9월 21일 발매되었다. 카와카미 치히로가 센터 포지션을 맡았다.